# Simerkî, Pereciîn
Simerkî (în ucraineană Сімерки) este o comună în raionul Pereciîn, regiunea Transcarpatia, Ucraina, formată numai din satul de reședință.

## Demografie
Componența lingvistică a comunei Simerkî
     Ucraineană (99,79%)
     Alte limbi (0,21%)
Conform recensământului din 2001, majoritatea populației comunei Simerkî era vorbitoare de ucraineană (99,79%), existând în minoritate și vorbitori de alte limbi.